# Eriobotrya shanense
Eriobotrya shanense — вид рослин з родини трояндових (Rosaceae). Епітет shanense походить від назви типової місцевості штату Шань на сході М'янми.

## Біоморфологічна характеристика
Дерево до 8 метрів заввишки, вічнозелене, сильно розгалужене. Гілочки циліндричні, кремезні, від сіруватого до темно-сірого кольору, грубі та позначені рубцями залишків листків, голі. Листки прості, спірально чергуються, скупчені на кінчиках гілок; прилистники парні, 5–8 × 4–6 мм; ніжка коротка, 3–5 мм завдовжки, буро-запушена, стає голою; листкові пластинки зворотно-яйцюваті, широко зворотно-еліптичні або овальні, 10–26 × 5–13 см, темно-зелені, основа клиноподібна, край віддалено тупо пилчастий, верхівка округла або тупа, нижня поверхня сірувато-запушена, коричнево-запушена вздовж жил, верхня поверхня майже гола до голої в зрілому віці, блискуча. Суцвіття в кінцевих волотях, від 30 до 80 квіток, ≈ 16 × 12 см; квітконос густо коричнево-запушений; приквітки ланцетні, у довжину 8–10 мм, знизу густо коричнево-запушені. Квітки двостатеві, радіально симетричні, 1.5–2 см у діаметрі, запашні. Чашолистків 5, яйцюваті, 3–4 мм завдовжки, зеленуваті, знизу коричнево-запушені. Пелюстків 5, роздільні, білі, асиметрично кулясті або зворотно-яйцюваті, 6–9 × 5–7 мм. Тичинок 20, сполучені біля основи, нитки білі, пиляки світло-жовті з білуватим сполученням. Плід — яблуко, асиметрично зворотно-яйцювате або еліпсоїдне, 1–2.5 × 1–2 см, зелено й коричнево-запушене коли молоде, стаючи жовтим і оголеним у зрілому віці, увінчане стійкими чашолистками. Насіння 1–3(4) на плід. Спостерігалося, що вид цвіте з грудня по лютий і плодоносить до травня або червня.

## Поширення й умови зростання
Наразі виявлено дві популяції, одна з яких складається не менше як з 10 повнорослих дерев, а інша з ≈ 20 зрілих та неповнолітніх особин. Вид росте на схилах нерівних скелястих вапнякових карстових пагорбів.